# جان مک نالی (ورزشکار)
جان مک نالی (انگلیسی: John McNally؛ زادهٔ ۳ نوامبر ۱۹۳۲ – ۴ آوریل ۲۰۲۲) ورزشکار بوکس اهل جمهوری ایرلند بود۲.
وی در مسابقات کشوری و بین‌المللی در مجموع برندهٔ ۱ مدال نقره، ۱ مدال برنز شده‌است.